# یوبیکویتین
یوبیکویتین (به انگلیسی: Ubiquitin) یک پروتئین تنظیمی کوچک است که تقریباً در تمامی بافت‌های جانداران یوکاریوت یافت می‌شود. این پروتئین اولین بار در سال ۱۹۷۵ میلادی توسط گلداشتاین کشف شد و بعدها ویژگی‌ها و مشخصاتش در طول دهه‌های ۱۹۷۰ و ۸۰ میلادی مشخص شد. چهار ژن در بدن انسان یوبیکویتین تولید می‌کنند: UBB, UBC, UBA52 و RPS27A.
اضافه شدن یوبیکویتین به پروتئین را یوبیکویتیناسیون (ubiquitination= ubiquitinylation) مینامند. یوبیکویتیناسیون از طُرُق بسیاری پروتئینها را متأثر میکند: این فرآیند پروتئینها را برای نابود شدن به دست پروتئازوم نمایان میکند، همچنین پروتئینها را درون یاخته جابجا میکند، روی عملکرد آنها اثر میگذارد و تعاملات بین پروتئینها را تشدید یا تضعیف میکند. 
یوبیکوئیتیناسیون 3 مرحله اصلی دارد: فعال کردن، کنژوگاسیون، لیگاسیون
پروتئین‌های دناتوره یا آن‌هایی که نمی‌توانند دوباره به درستی چین بخورند، به پروتئین یوبیکویتین متصل می‌شوند، که آن‌ها را جهت تجزیه توسط پروتئازوم هدف می‌گیرد.
مقدار اضافی یوبیکویتین به پروتئین سوبسترا می‌تواند تأثیرات مختلفی داشته باشد، مانند: ایجاد پیغام برای مرگ آن‌ها توسط پروتئازوم، تغییر مکان سلولی، تأثیر بر روی عملکرد و پیشبرد یا جلوگیری از میان‌کنش‌های پروتئینی، تنظیم تجزیهٔ پروتئین بر اثر فعالیت ورزشی